# エンゼルフーズ
エンゼルフーズ株式会社（英文社名：Angel Foods Corporation）は、神奈川県横浜市都筑区に本社を置く給食業者。法人（幼稚園・学校・事業所）向けに仕出し弁当型給食の製造を請け負っている。
当社と同じく「エンゼル」をシンボルマークに採用する森永製菓グループとは無関係。

## 概要
2025年時点では、幼稚園向けの配達弁当型給食を主力事業とし、一日約2万食を供給する。
営業地域は、本社所在地の神奈川県内ほぼ全域と、東京都多摩地域を中心とする。かつては埼玉県にも事業所を置いていたが、2025年時点では埼玉県への配達は行っていない。

### 事業所
いずれも神奈川県内に所在。
- 本社・横浜支店 - 横浜市都筑区佐江戸町885-1[1]
- 北神奈川支店 - 相模原市緑区橋本台1丁目30-20[1]
- 相模原支店 - 相模原市緑区橋本台1丁目20-71[1]
- 新横浜オフィス - 横浜市港北区新横浜3丁目7-18 日総18ビル6階[1]

### 配達地域
- 神奈川県 - 全域（山北町・箱根町・湯河原町・真鶴町を除く）[7]
- 東京都
  - 区部 - 大田区・世田谷区[7]
  - 北多摩 - 狛江市・調布市・府中市・国分寺市・国立市・立川市・昭島市[7]
  - 南多摩 - 稲城市・多摩市・日野市・八王子市・町田市[7]
  - 西多摩 - 福生市・羽村市・あきる野市・日の出町[7]

## 沿革
- 1965年（昭和40年）8月 - コガランチセンターとして創業[1]。
- 1970年（昭和45年）4月 - 株式会社千成瓢箪を設立して法人化[1]。駒込工場を開設[1]。
- 1979年（昭和54年）4月 - 東京都足立区へ本社を移転[1]。新田工場を開設[1]。
- 1994年（平成6年）4月 - 東京都北区に幼稚園給食専門工場「夢工場」を開設[1]。
- 1995年（平成7年）4月 - エンゼルフーズ株式会社へ商号変更[1]。
- 2001年（平成13年）4月 - 神奈川県相模原市緑区に北神奈川支店を開設[1]、神奈川県へ進出。
- 2004年（平成16年）4月
  - 神奈川県横浜市都筑区に横浜支店を開設[1]（現本社）。
  - 埼玉県さいたま市にさいたま支店を開設[1]、埼玉県へ進出。
- 2005年（平成17年）4月 - 東京都町田市の市立中学校の学校給食を受託開始。
- 2011年（平成23年）10月 - 神奈川県相模原市緑区に相模原支店を開設[1]。
- 2016年（平成28年）
  - 9月 - 神奈川県綾瀬市に湘南支店を開設[1]。
  - 10月 - 横浜市立中学校の配達弁当型給食「ハマ弁」の製造請負開始[8]。
- 2017年（平成29年）
  - 6月29日 - 横浜市がエンゼルフーズへの給食発注契約を打ち切る[8]。
  - 9月15日 - 湘南支店が調理した大磯町立中学校の学校給食で異物混入事件が発覚[9][10]。
  - 10月13日 - 大磯町がエンゼルフーズへの給食発注契約を打ち切る[11]。
- 2018年（平成30年）
  - 10月 - 綾瀬市の湘南支店を閉鎖[1]。
  - 12月 - 町田市の中学校給食について、保護者らから配達弁当型給食をやめるよう請願署名が市に提出される（町田市の中学校給食問題を参照）。
- 2020年（令和2年）
  - 4月 - 東京都北区から神奈川県横浜市都筑区へ本社を移転[1]。　
  - 東京都・埼玉県と神奈川県の3都県で事業拠点を分割し、横浜市を本部とする[1]。
- 2022年（令和4年）6月 - 神奈川県横浜市港北区に新横浜オフィスを開設[1]。

## 学校給食の喫食率低下・異物混入問題
エンゼルフーズは、営業区域内の公立学校で、配達弁当型の学校給食受託も行うが、各地の学校で喫食率低下や異物混入などの問題を起こし、給食中止や業者変更、センター方式給食への移行を決定した市もある。詳細は以下を参照。

### 横浜市の中学校給食問題
同社では、横浜市内の公立中学校でスクールランチ型給食として導入した配達弁当「ハマ弁」の製造も2016年10月から請け負っていたが、弁当にプラスチック片などの異物混入があり、横浜市は同社の「衛生管理が改善されない」ことを理由に、翌2017年6月29日、同社からの「ハマ弁」調達を打ち切ることを発表した。

### 大磯町の中学校給食問題
同社が給食製造を請け負っていた神奈川県中郡大磯町の町立中学校2校で、大量の給食食べ残しが発生していると2017年9月15日に日本テレビが報じた。翌9月16日付の読売新聞によると、単に味の良し悪しだけではなく、髪の毛や虫などの異物混入も残食発生の原因と判明した。これを受け、大磯町は問題発覚後に契約解除の交渉を進めていたが、同年10月13日をもって同社への発注をやめ、給食を一時中止することを決定した。